# 線型包
数学の特に線型代数学あるいはより一般の函数解析学において、ベクトル空間内の与えられたベクトルからなる集合の（線型に）張る部分空間 (linear span) あるいは線型包（せんけいほう、英: linear hull; 線型苞）もしくは生成する (generated, spanned) 部分空間は、その集合を含む線型部分空間すべての交わりである。したがって、その集合を含む最小の部分空間である。また、それはその集合に属するベクトルのすべての線型結合からなる集合として実現される。

## 定義
体 K 上のベクトル空間 V が与えられたとき、V の（必ずしも有限でない）部分集合 S に対して、以下は同値である。
- W は S に属するベクトルによる線型結合[注 1]全体の成す集合である。
- W は S を含む V のすべての部分空間交わりである。
- W は S を含む V の最小の部分空間である。

このとき W を S の線型包 (linear span), S の生成する部分空間 (generated subspace), S の（あるいは S に属するベクトルたちの）張る部分空間 (spanned subspace) などと呼び、逆に S を W を生成する集合 (generating set)、張る集合 (spanning set) 、生成系などと呼ぶ。S の線型包は ⟨S⟩, span(S), lin(S), L(S) などで表され、また S が V の有限集合のとき S = {v1, …, vr} とおけば、その線型包 span(S) は
{\displaystyle {\text{span}}(v_{1},\dots ,v_{r})=\langle v_{1},\dots ,v_{r}\rangle _{\mathbb {K} }={\mathcal {L}}(v_{1},\dots ,v_{r})}
などとも表される。
線型結合の全体であるという性質を具体的に書けば、S の線型包は
{\displaystyle \langle S\rangle =\left\{\,\sum _{i=1}^{n}\alpha _{i}v_{i}\mid \alpha _{i}\in \mathbb {K} ,v_{i}\in S,n\in \mathbb {N} \,\right\}}
で与えられることがわかる。特に S が V の有限集合のとき S = {v1, …, vr} とおけば、
{\displaystyle \langle v_{1},v_{2},\ldots ,v_{r}\rangle =\{\,\alpha _{1}v_{1}+\alpha _{2}v_{2}+\cdots +\alpha _{r}v_{r}\mid \alpha _{1},\alpha _{2},\ldots ,\alpha _{n}\in \mathbb {K} \,\}}
と簡略化できる。

## 例
- R2 の単一のベクトル a (≠ (0, 0)) の張る部分空間 ⟨a⟩ は原点を通る直線になる（右図）。

- 実線型空間 R3 は {(2, 0, 0), (0, 1, 0), (0, 0, 1)} を生成系に持つ。この生成系は特に基底を成す。先の生成系においてベクトル (2, 0, 0) を (1, 0, 0) に取り換えたものは、R3 の標準基底を与える。別な生成系として {(1, 2, 3), (0, 1, 2), (−1, 1/2, 3), (1, 1, 1)} を与えることができるが、これらのベクトルは線型従属ゆえ、これは基底を与えない。また、集合 {(1, 0, 0), (0, 1, 0), (1, 1, 0)} は R3 の生成系ではなく、これが生成するのは第三成分が 0 であるような R3 のベクトル全体の成す部分空間（つまり xy-平面）である。

- 体 K 上の形式冪級数全体の成すベクトル空間

{\displaystyle \mathbb {K} [[X]]=\left\lbrace \,\sum _{k=0}^{\infty }\alpha _{k}x^{k}\mid \alpha _{k}\in \mathbb {K} \,\right\rbrace }
において多項式の集合 A = {xk | k ∈ N} を考えるとき、A の線型包 ⟨A⟩ は多項式全体の成す部分空間 K[X] に等しい：
{\displaystyle \langle A\rangle =\left\lbrace \,\sum _{i=0}^{n}\alpha _{i}x^{i}\mid \alpha _{i}\in \mathbb {K} ,n\in \mathbb {N} \,\right\rbrace =\mathbb {K} [X].}

## 性質
K-線型空間 V の二つの部分集合 A, B が任意に与えられたとき、
1. {\displaystyle A\subseteq \langle A\rangle }
2. {\displaystyle A\subseteq B\implies \langle A\rangle \subseteq \langle B\rangle }
3. {\displaystyle \langle A\rangle =\langle \langle A\rangle \rangle }

の三性質が成り立つ、つまり線型包を取る操作は閉包作用素である。
他の重要な性質としては：
- ベクトル空間 V の部分集合の線型包はそれ自体が V の部分空間を成す。
- ベクトル空間 V の任意の部分空間 U に対して ⟨U⟩ = U が成り立つ。
- ベクトルからなる集合は、その線型包を生成する。特に、部分空間の生成系を成すベクトルの集合はもとの部分空間を生成する。
- 二つの部分空間 U, V の和空間 U + V = { u + v | u ∈ U, v ∈ V } は U と V の合併の線型包である。すなわち U + V = ⟨U ∪ V⟩ が成り立つ。
- ベクトル空間の部分集合すべてからなる族 T において、「合併の線型包をとる」という操作およびその双対として「交叉の線型包をとる」という操作は二項演算を与え、T はこれら二つの二項演算に関して束を成す。
- 二つの部分空間 U, V に対し、その交わりの線型包の次元に関して等式 dim(U + V) + dim(U ∩ V) = dim(U) + dim(V) が成立する。

## 基底
定理ベクトル空間 V を張る任意の生成系 S は、少なくとも V の任意の線型独立系と同じ数のベクトルを含まなければならない。
定理V が有限次元ベクトル空間ならば、V を張る任意の生成系は、必要ならば（すなわち、線型従属なベクトルが存在するならば）適当な元を取り除くことによって V の基底にすることができる。選択公理を認めるならば、有限次元という仮定は除いてよい。
以上から、基底は V の最小生成系と言ってもよいことがわかる。

## 位相的線型包
函数解析学において、ベクトルの集合の張る閉部分空間（閉線型包）もしくは位相的に生成する部分空間（位相的線型包）とは、その集合を含む最小の閉部分空間を言う。X がノルム線型空間で E を X の空でない部分空間のとき、E が位相的に張る部分空間 Sp(E)（あるいは span(E)）は、X の閉部分空間で E を含むもの全ての交わりに等しい。一つの定式化としては
{\displaystyle {\overline {\text{span}}}(E)=\{\,u\in X\mid \forall \epsilon >0,\,\exists x\in {\text{span}}(E),\;\|x-u\|<\epsilon \,\}}
がある。
注意与えられた集合の線型包は閉線型包の中で稠密である。さらに以下に述べる補題の意味で、閉線型包は実際に線型包の閉包になっている。
閉線型包は閉部分空間を扱う上で重要である（閉部分空間自体、リースの補題を考えれば、非常に重要である）。
補題X がノルム線型空間で E は X の空でない任意の部分集合とする。
1. {\displaystyle {\overline {\text{span}}}(E)} は E を含む X の閉線型部分空間である。
2. {\displaystyle {\overline {\text{span}}}(E)={\overline {{\text{span}}(E)}}}, すなわち {\displaystyle {\overline {\text{span}}}(E)} は {\displaystyle {\text{span}}(E)} の閉包である。
3. {\displaystyle E^{\perp }=({\text{span}}(E))^{\perp }=({\overline {{\text{span}}(E)}})^{\perp }.}

ゆえに、閉線型包を求める方法として、まず線型包を求めてからその閉包を取るのが普通である。